# Ahmed Al-Saie
Ahmed Al-Saie (arab. ‏أحمد الساعي‎, ur. 17 grudnia 1952) – bahrajński żeglarz sportowy, uczestnik igrzysk olimpijskich.
Al-Saie reprezentował Bahrajn podczas igrzysk olimpijskich 1996 odbywających się w Atlancie. Rywalizował w klasie Soling wraz z Khaledem Al-Sadą i Essą Al-Busmaitem. Bahrajńczycy zajęli ostatnie, 22. miejsce w klasyfikacji końcowej.